# La Maison (film, 2007)
Pour les articles homonymes, voir La Maison.
Pour plus de détails, voir Fiche technique et Distribution.
La Maison est un film français réalisé en 2007 par Manuel Poirier.

## Synopsis
Malo, père de trois enfants, en instance de divorce, découvre par hasard une maison qui doit être vendue aux enchères. Il y entre avec un ami et découvre la lettre qu'une petite fille avait adressée à son père. Il se met en quête de cette enfant...

## Fiche technique
Source : IMDb, sauf mention contraire
- Réalisateur et Scénariste : Manuel Poirier
- Producteur : Michel Saint-Jean
- Musique du film : Lhasa et Jean Massicotte
- Directeur de la photographie : Pierre Milon
- Montage : Simon Jacquet
- Ingénieur du son : Gérard Lamps
- Création des décors : Capucine Flavin
- Création des costumes : Stéphanie Watrigant
- Société de production : Diaphana Films, France 3 Cinéma
- Format : couleur
- Pays d'origine :  France
- Genre : drame
- Durée : 95 minutes
- Date de sortie :	
  -  France : 22 août 2007

## Distribution
- Bérénice Bejo : Chloé
- Barbara Schulz : Laura
- Sergi López : Malo
- Bruno Salomone : Rémi
- Florence Darel : Noémie
- Cécile Rebboah : Nathalie
- Luc Bernard : Fournier
- Guillaume de Tonquédec : L'avocat
- Bastien Telmon : Le jeune avocat
- Sam Desarmegnin : Ferdinand
- Juliette Poirier : Lola
- Léo Poirier : Antoine
- Tom Méziane : Jérémie
- Julie Judd : La jeune entraîneuse
- Philippe Mangione : L'adjoint de l'imprimerie
- Christophe Laparra : L'ex de Laura
- Élodie Hesme : Delphine
- Jean-Marc Chesseret : Notaire salle des ventes
- Stéphane Semettre : Le greffier
- Alain Dion : Le conducteur bagarre
- Fabien Kachev : Le vendeur kiosque
- Loïc Baylacq : Le paysan
- Jean-Paul de Medeiros : Le collègue de bureau Rémi
- Catherine Riaux : Gaëlle
- Vincent Damon : Serveur restaurant
- Samuel Poirier : Serveur terrasse
- Mathieu Vervisch : Serveur du café rencontre
- Lucia Bruxelle : Serveuse bar
- Caroline de Bon : Entraîneuse bar à filles
- Shakhnoza Torcq : Entraîneuse bar à filles
- Karine Houngbedji : Entraîneuse bar à filles
- Élodie Grigo : Entraîneuse bar à filles
- Vanessa Biel : Entraîneuse bar à filles
- Loan Laure : Entraîneuse bar à filles
- Sandra Marjanovic : Entraîneuse bar à filles
- Alexandra Rousseaux : Entraîneuse bar à filles
- Christelle Senechal : Entraîneuse bar à filles
- Eric Paradisi : Client bar à filles
- Franck Neckebrock : Client bar à filles
- Patrick Nogues : Client bar à filles
- Philippe Escande : Client bar à filles
- Gaspard Legendre : Amoureux du square
- Marjorie Plaza : Amoureuse du square
- Valentin Nassonov : L'homme qui bouscule Rémi
- Alexis Roger : Père de famille restaurant
- Anne Vimont : Mère de famille restaurant
- Violette Chavanne Vimont : Enfant restaurant
- Merlin Chavanne Vimont : Enfant restaurant
- Étienne Montiel : Patron restaurant 'Chez Ginette'